# Emiel Lauwers
Emiel Lauwers (Ingelmunster, 23 oktober 1858 - Kortrijk, 29 mei 1921) was een Vlaams arts en een cultuurflamingant.

## Levensloop
Lauwers was de zoon van notaris Juliaan Lauwers en Maria Ludovica Vandorpe. Hij was de broer van priester en sociaal voorman Achiel Lauwers. Hun overgrootvader was Pieter Lauwers, burgemeester van Torhout.
Hij was in Kortrijk een van de eerste algemene chirurgen die operaties uitvoerde van de meest uiteenlopende aard. Dit na studies die hij volgde in Leuven, Breslau, Berlijn en in Wenen bij de professoren Theodor Billroth (1829-1894) en Carl Gussenbauer (1842-1903).

## Chirurg
Na zijn studies in Leuven werd hij er assistent in een materniteit die hij een oud vermolmd stinkend microbenkot noemde. Onmiddellijk daarop voerde hij nieuwe hygiëneprincipes in, wat het aantal overlijdens van moeders en kinderen deed dalen.
Vanaf 1888 was Emiel Lauwers chirurg in het Heilig Hartziekenhuis in Kortrijk. In 1896 stichtte hij samen met zijn collega's Alfons Depla en Roose het nieuwe ziekenhuis onder de naam Sint-Antoniusinstituut. Het was gelegen nabij het Sint-Jansplein in Kortrijk, in het park van grootgrondbezitter Bruneel de Montpellier. De verzorging gebeurde door de Zusters van Liefde van Sint Vincentius a Paulo tot in 1922, nadien door verpleegsters.
Emiel Lauwers zelf werd opgevolgd door zijn zoon Emiel jr. (1889-1946). De kliniek van Lauwers bleef bestaan tot in 1978. In 1979 nam het Rustoord dr. Emiel Lauwers het gebouw in gebruik. De instelling van liberale strekking veranderde naderhand van naam tot Leef- en Zorghuis De Korenbloem. In 2002 werd het rustoord uitgebreid met veertig seniorenappartementen, gebouwd op de grondvesten van de inmiddels afgebroken kliniek.
Stijn Streuvels behoorde tot zijn vriendenkring, ze maakten samen meerdere reizen en waren lid van het geheime genootschap rond Hugo Verriest "De Swighende Eede". Zoon Emiel Lauwers jr. was de persoonlijke arts van Streuvels.

## Vlaming en sociaalvoelend
Emiel Lauwers was een vriend en vertrouweling van Albrecht Rodenbach, met wie hij samen middelbaar onderwijs liep in het Klein Seminarie Roeselare. Ze waren er leerling van Emiel Demonie en ondergingen de invloed van Hugo Verriest.
In Leuven werkte hij, na de dood van Rodenbach, mee aan publicaties zoals Kwaepenninck en Onze Vlaamsch Wekker, die de ambitie hadden de wat ouder wordende Vlaamsche Vlagge op te volgen. In 1884 werd hij lid van Hugo Verriests De Swighende Eede. In 1885 was hij betrokken bij de stichting van Belfort.
In 1890, terwijl Gezelle en anderen Biekorf stichtten, was Lauwers leidinggevend in de kring van de christendemocratische Klauwaards van de Brugse arts Eugène Van Steenkiste. In Kortrijk stichtte hij, samen met pastoor De Gryse en Alfons Depla de Gilde der ambachten, een eerste christelijke arbeidersbeweging. Met Hugo Verriest en een paar anderen stichtte hij het tijdschrift De Nieuwe Tijd, dat zich in het kielzog van het pauselijke Rerum Novarum opstelde.
In 1903 werd Lauwers voorzitter van het Rodenbachcomité. Tegelijk voerde hij actie voor de vernederlandsing van de Gentse universiteit. In 1909 behoorde hij tot de voornaamste promotoren voor de Rodenbachfeesten in Roeselare.

## Auteur en Guido Gezelle
Emiel Lauwers heeft heel wat Duitse en Engelse geneeskundige werken vertaald naar het Frans en het Nederlands. Hij vertaalde ook werk van Shakespeare: King Lear en Julius Caesar.
In het te Roeselare van 1896 tot 1901 uitgegeven tijdschrift De Nieuwe Tijd publiceerde hij 47 medisch gerelateerde bijdragen; opvallende titels hieronder waren bijvoorbeeld: Kozijntjes (jicht), Van den Klem (Tetanus), Kreeften en Geernaards, Van de Dermen. Samen met zijn gedichten en reisverhalen werden deze bijdragen door Stijn Streuvels en Emiel Lauwers jr. gebundeld en in 1931 postuum uitgegeven onder de titel "Schriften".
Als taalparticularist streefde hij op zijn vakgebied zeer sterk naar het gebruik van (West-)Vlaamse termen. Zo noemde hij microben en bacillen respectievelijk levelingen en stokkelingen; steriliseren noemde hij verontlevigen. En het Vlaams was volgens hem veel rijker dan het Frans, aangezien er bijvoorbeeld voor "entorse" vier nauwkeuriger termen bestaan: verrokken of verpijnd, verwrongen, verstuikt en ommegeslegen.
Vanaf 1877 begon Lauwers, op aanbeveling van Hugo Verriest, aan het vertalen van het indianen-epos The Song of Hiawatha van Henry Wadsworth Longfellow. Vanaf 1878 kwam hij hierover in contact met Guido Gezelle, die al in 1855 sommige delen uit dit lied had vertaald en ze had gepubliceerd in zijn Vlaamsche Dichtoefeningen (1858). Hoewel de publicatie van het volledige lied werd aangekondigd onder de dubbele naam Gezelle-Lauwers, was de inbreng van Gezelle zo doorslaggevend dat (niet helemaal met de instemming van Lauwers) de publicatie die het Davidsfonds in 1885 uitvoerde, onder de uitsluitende naam van Gezelle als vertaler gebeurde.
Lauwers schreef zelf ook gedichten. Af en toe verbeterde Gezelle ze. Zo onder meer het gedicht Cherry-blossoms, dat ondanks zijn Engelse titel in het Nederlands was. Na er verbeteringen te hebben aan aangebracht, voegde Gezelle er nog een laatste strofe aan toe, die luidde:
Heer Lauwers dichtte 't dichtjen, en
ik heb het nagekeken,
en 'k heb alhier aldaar, entwat
veranderd in de reken.
In 1881 stuurde Gezelle het gedicht O Lenteblomke naar Lauwers en deze publiceerde het in De Tassche, een tijdschrift dat hij toen met Alfons Depla en anderen uitgaf.

## Publicaties
- Albrecht Rodenbach's begaafdheid, in: Rodenbachsblad, 1909.
- Hugo Verriest als leraar, in: De Vlaamsche Vlagge, 1913.
- Schriften, 1931.